# Dolores Enyege
Dolores Enyege är en ort i Mexiko, tillhörande kommunen Ixtlahuaca i den västra delen av delstaten Mexiko. Orten hade 521 invånare vid folkräkningen 2010.